# کتیبه آب سنج
کتیبه آب سنج مربوط به دوران‌های تاریخی پس از اسلام است و در شهرستان فیروزآباد، بخش مرکزی، جنب تأسیسات سازمان آب واقع شده و این اثر در تاریخ ۱۲ بهمن ۱۳۸۱ با شمارهٔ ثبت ۷۱۹۳ به‌عنوان یکی از آثار ملی ایران به ثبت رسیده است.